# Terralonus shaferi
Terralonus shaferi is een spinnensoort in de taxonomische indeling van de springspinnen (Salticidae).
Het dier behoort tot het geslacht Terralonus. De wetenschappelijke naam van de soort werd voor het eerst geldig gepubliceerd in 1976 door Willis J. Gertsch & Riechert.